# Nippon Paper
Nippon Paper Industries est une entreprise papetière japonaise. Elle est la 6e plus grande entreprise dans le secteur papetier en 2010, avec une production de 7,292 millions de tonnes.
Elle est issue d'une fusion en 1993 entre Jujo Paper et Sanyo‐Kokusaku Pulp. Elle a ensuite absorbé en 2001 Nippon Daishowa Paperboard.

## Activités
Fabrication et vente de papier, de pâte à papier, et de bois d'oeuvre pour la construction et le génie civil.

## Principaux actionnaires
Au 29 décembre 2019 :
| Ichigo Asset Management International   | 11,5 % |
| Mizuho Financial Group                  | 4,61 % |
| Nippon Life Insurance                   | 4,09 % |
| Nomura Asset Management                 | 3,32 % |
| Nikko Asset Management                  | 3,28 % |
| Nippon Paper (plan d'épargne salariale) | 2,61 % |
| Asset Management One                    | 2,61 % |
| Sumitomo Mitsui Trust Asset Management  | 2,58 % |
| The Vanguard Group                      | 2,17 % |
| DWS Investments                         | 2,05 % |